# رهف شقير
رهف شقير (30 سبتمبر 1989 -) ممثلة سورية، من مواليد دمشق.

## حياتها
درست إدارة أعمال وكانت تحلم أن تكون إعلامية متزوجة من شاب عن قصة حب من خارج الوسط الفني.

## أعمالها
- (2009) السالب والموجب
- (2010) مطلوب رجال
- (2011) مرايا 2011
- (2012) زمن البرغوت ج1
- (2013) نساء من هذا الزمن
- (2013) فتت لعبت
- (2013) زمن البرغوت ج2 بدور سميحة
- (2014) رقص الأفاعي
- (2014) خان الدراويش
- (2018) كوما
- (2020) مدرسة الحب ج3

## وصلات خارجية
- رهف شقير على موقع قاعدة بيانات الأفلام العربية